# Menachem Nachum Twersky
El rabí Menachem Nachum Twersky de Txernòbil (nascut en 1730, a Norynsk, Volinia, va morir en 1787 a Txernòbil, Confederació de Polònia i Lituània) Twersky va ser el fundador de la dinastia hassídica Txernòbil. Menachem, fou un deixeble del Baal Xem Tov, (el rabí Israel ben Eliezer) i del Maguid de Mezeritch. (Dov Ber Ben Avraham) Twersky va publicar una de les primeres obres del pensament hassídic. El yahrzeit del rabí Menachem Nachum Twersky, té lloc el dia 11 del mes de Heixvan.

## Biografia
Menachem va ser un nen orfe, fou educat pel seu oncle, qui va enviar-lo a una de les ieixives més aclamades de Lituània, perquè allí fos educat. Després de contraure matrimoni, Menachem es va guanyar la vida com a mestre de nois, mentre continuava estudiant intensivament la Torà.
Quan va aparèixer el hassidisme, el rabí Nachum va esdevenir un deixeble del rabí Baal Xem Tov, el fundador del judaisme hassídic. Després de la defunció del Baal Xem Tov, el rabí Nachum va acceptar al Maguid de Mezeritx com el seu mentor.
El llibre escrit per Twersky, anomenat Meor Einayim (llum pels ulls) va ser publicat després de la seva mort, i conté una col·lecció d'homilies sobre la porció setmanal de la Torà, així com seleccions del Talmud. El llibre va guanyar una àmplia acceptació, com una de les majors obres del pensament hassídic. El successor del rabí Menachem, fou el seu fill el rabí Mordechai Twersky. El rabí Yisroel Friedman de Ruzhin, va ser un nét del rabí Menachem.